# Arnebia szechenyi
Arnebia szechenyi är en strävbladig växtart som beskrevs av August Kanitz. Arnebia szechenyi ingår i släktet Arnebia och familjen strävbladiga växter. Inga underarter finns listade i Catalogue of Life.